# Aspleniaceae
Famille
Les Aspleniaceae (Aspléniacées) sont une famille d'environ 700 espèces de fougères dont 22 sont en Europe.
Ce sont des fougères de taille souvent réduite, terrestres, rarement épiphytes.
Les frondes sont simples et indivises ou lobées ou 1-3-pennées, à vernation circinées ; les veines sont libres ou rarement anastomosées.
Certaines espèces sont cultivées comme plantes ornementales.

## Étymologie
Le nom vient du genre type Asplenium, qui viendrait de l'ancien français esplen, dérivé du grec σπλην / splin,
rate, en référence à l'ancienne utilisation de ces fougères pour soigner les problèmes de rate et de foie.

## Classification
Certaines classifications situent cette famille dans l’ordre des Blechnales, d’autres dans l’ordre des Aspleniales.

## Liste des genres
Selon la classification de Smith et al. en 2006, cette famille comprend deux genres :
- Asplenium L.
- Hymenasplenium Hayata

Les anciens genres, tels que
- Antigramma C.Presl
- Camptosorus Link
- Ceterach Willd.
- Diellia Brackenr.
- Holodictyum Maxon
- Loxoscaphe T.Moore
- Phyllitis Hill
- Pleurosorus Fée
- Schaffneria Fée ex T.Moore
- Sinephropteris Mickel
- Thamnopteris C.Presl

sont désormais intégrés au genre Asplenium.